# Gilberto Carlos Nascimento
Gilberto Carlos Nascimento (Betinho, n. 14 iunie 1966, São Paulo, São Paulo, Brazilia) este un fost fotbalist brazilian.
Betinho a debutat la echipa națională a Braziliei în anul 1988.

## Statistici
| Brazilia | Brazilia | Brazilia |
| An       | Meciuri  | Goluri   |
| -------- | -------- | -------- |
| 1988     | 1        | 0        |
| Total    | 1        | 0        |